# Fritz Becker
Fritz Becker (13 de septiembre de 1888-22 de febrero de 1963) fue un jugador alemán profesional de fútbol. 
Jugó para el Germania FC (1894) de Frankfurt antes de ser fichado en el Frankfurter FC (después reconocido como el Eintracht Frankfurt). Jugó para el club futbolístico de Frankfurt desde 1904 hasta 1921.
Fritz representó a Alemania en su primer encuentro futbolístico ante la selección de Suiza (el 5 de abril de 1908), en este anotando sus primeros tantos. Sin embargo, a pesar de marcar un doblete al rival, el partido concluyó en un 5 a 3, a favor de la selección de Suiza.